# Nordheim (Turingia)
Nordheim (Thüringen) este o comună din landul Turingia, Germania.